# آینور صفی‌اوا
آینور صفی‌اوا (ترکی آذربایجانی: Aynur Məmmədiyyə qızı Sofiyeva زادهٔ ۱۹ ژوئیهٔ ۱۹۷۰) سیاست‌مدار و بازیکن شطرنج اسبق اهل جمهوری آذربایجان است. او از سال ۲۰۰۷ معاونت کمیته دولتی آذربایجان در امور خانواده، زنان و اطفال را به عهده دارد.}}

## زندگی‌نامه
آینور صفی‌اوا در ۱۹ ماه ژوئیه سال ۱۹۷۰ شهرستان قاخ آذربایجان شوروی به دنیا آمد. وی دانش‌آموخته رشته خبرنگاری از دانشگاه دولتی باکو در سال ۱۹۹۱ و رشته حقوق در سال ۲۰۰۱ بود.

## شطرنج
آینور صفی‌اوا از سال ۱۹۷۴ شروع به شطرنج‌بازی کرد. وی در سن ۶ سالگی در رقابت‌های بین حومه‌های شهر به مقام قهرمانی رسید. در ۱۵ سالگی نیز قهرمان ملی و اتحاد جماهیر شوروی شد. در مسابقات قهرمانی جهان در سال ۱۹۹۰ به مدال طلا دست یافت.